# 호소카와 무네타카

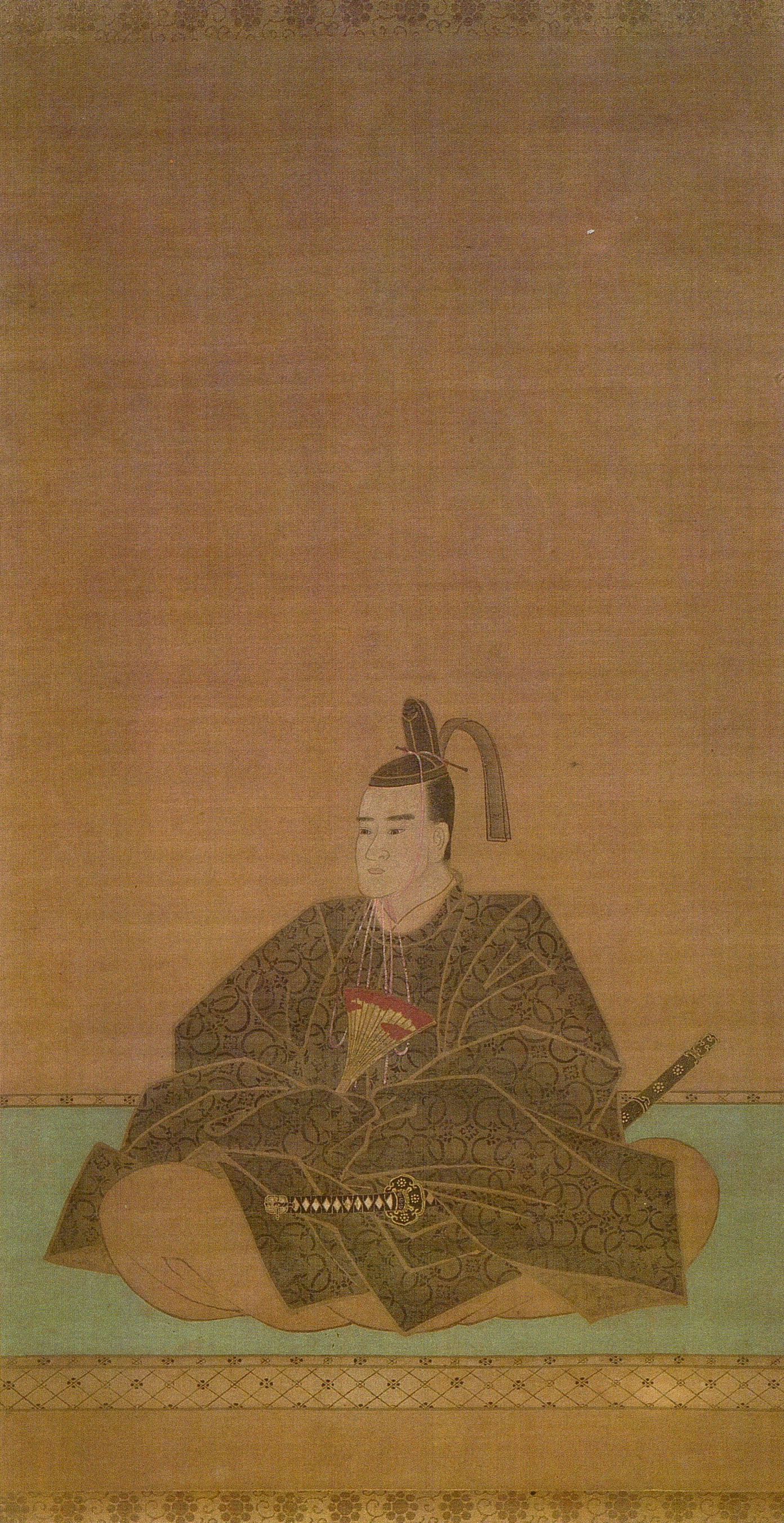
호소카와 무네타카

호소카와 무네타카(細川宗孝, 1716년 ~ 1747년)는 에도 시대 중기의 다이묘이다. 히고 구마모토번 제5대 번주(藩主)이자 구마모토번 호소카와가 제6대 당주이다.
아명은 로쿠마루(六丸), 원복 후 개명하였는데 나가오카 노리미치(長岡紀逵) 혹은 나가오카 노리타쓰(長岡紀達)로 불렸다. 구마모토 종가를 잇기엔 서열이 낮았으나 형들이 줄줄이 요절하는 바람에 적장자가 되고 종가성씨인 호소카와로 개성하였다. 부인은 기슈번주 도쿠가와 무네나오의 딸 도모히메(友姫)이다.
구마모토 종가를 이은 직후 에도 막부 제8대 쇼군 도쿠가와 요시무네와 호소카와가의 선조 호소카와 유사이 편휘(偏諱)를 받아 무네타카로 개명하였다.
| 전임 호소카와 노부노리 | 제5대 구마모토번 번주 (히고 호소카와가) 1732년 ~ 1747년 | 후임 호소카와 시게카타 |